# Darren Woodson
 (février 2025).
Si vous disposez d'ouvrages ou d'articles de référence ou si vous connaissez des sites web de qualité traitant du thème abordé ici, merci de compléter l'article en donnant les références utiles à sa vérifiabilité et en les liant à la section « Notes et références ».
Pour les articles homonymes, voir Woodson.
(en) Statistiques sur pro-football-reference
Darren Ray Woodson, né le 25 avril 1969 à Phoenix, est un joueur américain de football américain. Ce safety a joué pour les Cowboys de Dallas (1992–2004) en National Football League (NFL).

## Biographie
Étudiant à l'Université d'État de l'Arizona, il joue linebacker pour les Sun Devils d'Arizona State.
Sélectionné au deuxième tour de la draft 1992 de la NFL par les Cowboys de Dallas, Woodson devient safety. Il gagne en une saison la place de titulaire devant James Washington.
Sa qualité de couverture et sa force de percussion lui donnent un profil polyvalent qui fait de lui le meilleur safety de l'histoire des Cowboys de Dallas[réf. nécessaire].
Il a remporté trois Super Bowls (XXVII, XXVIII et XXX), aux côtés de Troy Aikman, Michael Irvin et Emmitt Smith, notamment.
Il arrête sa carrière à l'issue de la saison 2003.